# 프리드리히 체르하
프리드리히 체르하(Friedrich Cerha , 1926년 2월 17일 ~ 2023년 2월 14일)는 오스트리아의 작곡가이다. 200곡 이상의 오케스트라, 실내악, 솔로 작품을 썼다. 그는 알반 베르크의 오페라 <룰루>를 완성한 음악가로 가장 잘 알려져 있다.
6세에 바이올린 레슨을 받기 시작하여 재학 중에 첫 작품을 만들었다. 그는 고등학교를 졸업하기 전에 1943년에 독일 국방군에 징병되었다. 덴마크에서 그는 반파시스트 레지스탕스와 접촉하고 탈영하였다. 독일과 포메라니아를 여행한 후, 1945년에 도보로 티롤로 탈출하였고, 처음에는 오두막 파수꾼 및 산악 가이드로 살았다. 1945년 11월에 빈으로 돌아와 1946년부터 빈 대학교에서 철학, 음악학, 독문학를 배웠고, 빈 국립음악예술대학교에서 작곡을 배웠다.
졸업 후 처음에는 콘서트 바이올리니스트와 음악 교사로 일하였다. 1958년 아내의 게르트라우트 체르하, 작곡가 동료인 쿠르트 슈베르치크와 함께 실내 악단 'die reihe'를 결성하여 알반 베르크, 안톤 베베른, 아놀드 쇤베르크 등 현대 작곡가를 세상에 전파하는 것을 사명으로 하였다. 
1960년대 초, 그는 오케스트라 사이클 <Spiegel>에서 첫 번째 주요 작품을 만들었다. 오스트리아에서는 공연 기회가 적었기 때문에 이 사이클이 알려지게 된 것은 완성 후 10년 후였다. 그는 베르크의 <룰루>의 완성판에서 또 다른 승리를 거두었다. 총 3막의 오페라는 1979년 2월 24일에 파리 오페라에서 초연되었는데, 이것은 베르크가 남긴 단편의 초연으로부터 40년 이상 후이다.
작곡가 및 지휘자로서의 일과 병행하여, 대학 강사로서도 일하고, 1976년부터 1988년까지 빈 음악대학에서 교편을 잡았다. 그에게 주어지는 수많은 영예에는 베네치아 비엔날레의 황금사자상과 빈 시의 명예 황금 메달이 포함되어 있다. 